# Tunga callida
Tunga callida (лат.) — вид блох из семейства Tungidae. Восточная Азия: Китай.

## Описание
Паразиты различных видов млекопитающих, среди хозяев грызуны: крысы (Rattus) и мыши (Mus), в том числе Rattus rattus, Rattus norvegicus, Apodemus chevrieri, Mus bactrianus (Muridae) ; Eothenomys custos (Arvicolidae).
Размер неосом (гипертрофированных самок; длина, ширина, высота): 4×4×4 мм.